# ست رصاصات (فلم)
ست رصاصات (بالإنجليزية: Six Bullets) هو فيلم حركة تم إنتاجه في الولايات المتحدة وصدر سنة 2012 بطولة جين كلود فان دام وجو فلانيجان.

## القصة
مرتزق سابق معروف بقدرته على استعادة الأطفال المخطوفين يتم استئجاره من قبل متخصص في فنون القتال تم اختطاف ابنته، ويتعاون الاثنان سويًا كي يتمكنا من استعادة الفتاة.

## الميزانية والإيرادات
كلف الفيلم 10 ملايين دولار.

## وصلات خارجية
- ست رصاصات على موقع IMDb (الإنجليزية)
- ست رصاصات على موقع روتن توميتوز (الإنجليزية)
- ست رصاصات على موقع قاعدة بيانات الأفلام العربية
- ست رصاصات على موقع ألو سيني (الفرنسية)
- ست رصاصات على موقع Turner Classic Movies (الإنجليزية)
- ست رصاصات على موقع أول موفي (الإنجليزية)
- ست رصاصات على موقع فيلمافينيتي (الإسبانية)
- ست رصاصات على موقع قاعدة بيانات الفيلم (الإنجليزية)
- ست رصاصات على موقع ليتربوكسد (الإنجليزية)
- ست رصاصات على موقع كينوبويسك (الروسية)

ست رصاصات على IMDb
ست رصاصات على Rotten Tomatos
ست رصاصات على AllMovie